# Fissidens leptocladus
Fissidens leptocladus är en bladmossart som beskrevs av C. Müller och Rodway 1913. Fissidens leptocladus ingår i släktet fickmossor, och familjen Fissidentaceae. Inga underarter finns listade i Catalogue of Life.